# 卢塞
卢塞（法語：Loucé，法語發音：[luse] ⓘ）是法国奥恩省的一个旧市镇，位于该省中部，属于阿让唐区。2016年1月1日，卢塞和相邻的另外5个市镇合并为新市镇埃库谢莱瓦莱（Écouché-les-Vallées）。

## 地理
卢塞（48°42'7"N, 0°6'5"W）面积4.12 平方千米，位于法国诺曼底大区奧恩省，该省份为法国西北部内陆省份，北起顺时针与卡爾瓦多斯省、厄尔省、厄尔-卢瓦省、萨尔特省、马耶讷省和芒什省接壤。
与卢塞接壤的市镇（或旧市镇、城区）包括：埃库谢、阿瓦讷、奥恩河畔丰特奈、茹埃迪普兰、唐克、埃库谢莱瓦莱。

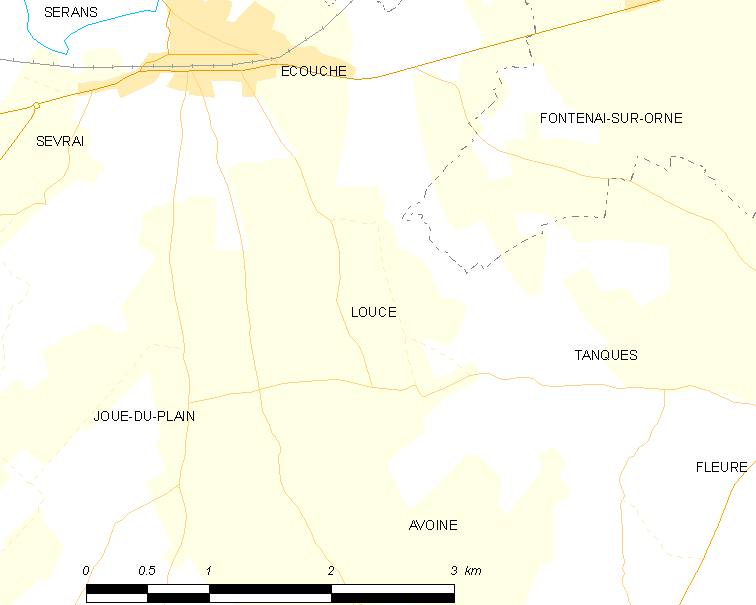
卢塞的OSM定位图

卢塞的时区为UTC+01:00、UTC+02:00（夏令时）。

## 行政
卢塞的邮政编码为61150，INSEE市镇编码为61236。

## 政治
卢塞所属的省级选区为马尼勒代塞尔县。

## 人口

1962-2008年间卢塞人口变化图示

卢塞于2018年1月1日时的人口数量为109人。